# Carl-Heinrich von Gablenz
Carl-Heinrich Freiherr von Gablenz (* 2. Februar 1952 in Füssen) ist ein deutscher Unternehmer und Manager. Von Gablenz entstammt dem niederlausitzischen Adelsgeschlecht Gablenz. Zwei seiner Vorfahren waren zentrale Personen der Luftfahrtgeschichte: Er ist Enkel von Carl August von Gablenz, einem Luftfahrtpionier und Sohn von Franz Heinrich von Gablenz, dem ehemaligen Chefpiloten der Deutschen Lufthansa AG. Bekanntheit erlangte Carl-Heinrich von Gablenz vor allem als Gründer und Vorstandsvorsitzender der Cargolifter AG. Dieses Unternehmen plante in den 1990er Jahren, die Renaissance der Großluftschifffahrt herbeizuführen, musste jedoch im Jahr 2002 Insolvenz anmelden.

## Leben
Entgegen seinen Vorfahren, welche zentrale Personen der Luftfahrt darstellten, begann Carl-Heinrich von Gablenz seine Karriere nach dem im Jahr 1970 am Lessing-Gymnasium in Frankfurt am Main abgelegten Abitur mit einer Ausbildung zum Landwirt.
Im Jahr 1979 schloss er das Studium der Rechtswissenschaften mit dem Zweiten Staatsexamen ab. Im Jahr 1982 folgte eine Promotion an der Ludwig-Maximilians-Universität München zum Thema Die Haftung der Banken bei Einschaltung Dritter.
Im Jahr 1985 stieg von Gablenz als Mitarbeiter bei der Bayerischen Hypotheken- und Wechselbank ein und schon im Jahr 1986 wechselte er in den Vorstand der Deckel Maho AG und war dort mit für den Börsengang des Unternehmens verantwortlich.
Von 1989 bis 1993 war er Geschäftsführer in einem Betrieb der Uhrenindustrie in Thüringen.
Im Jahr 1993 war er Visiting Research Professor an der Kenan–Flagler Business School der University of North Carolina at Chapel Hill. Während dieser Zeit begann er sich intensiv mit den Problemen und Herausforderungen der Logistikbranche im Zeitalter der Globalisierung auseinanderzusetzen.
Nach seiner Rückkehr nach Deutschland war Carl von Gablenz zunächst als Unternehmensberater und Koordinator für ein Flughafen-Konversionsprojekt tätig, welches unter dem Namen Global Transpark weltweit neuartige Cargo-Verteilzentren konzipierte und errichten wollte. Ebenfalls war er geschäftsführender Gesellschafter der European Global Transport Development Company mit Sitz in Brüssel.
Parallel zu diesen Aktivitäten war er in dieser Zeit einer der zentralen Gründer und Ideengeber hinter der im September 1996 gegründeten Cargolifter AG. Von 1996 bis zur Insolvenz von Cargolifter im Jahr 2002 war er deren Vorstandsvorsitzender.
Vom März 2001 bis zum August 2004 war von Gablenz Vorsitzender des VDI-Bezirksverbands Berlin-Brandenburg.
Im Jahr 2005 gründete von Gablenz mit mehreren ehemaligen Aktionären und Mitarbeitern erneut ein Unternehmen, welches sich auf die Realisation von Leichter-als-Luft-Geräten konzentriert. Obgleich juristisch von der Cargolifter AG unabhängig, zeigt der Name der neu gegründeten Gesellschaft, CL CargoLifter GmbH & Co. KGaA, auf, dass das neue Unternehmen ein ideologisches Nachfolgeunternehmen ist.
Von Gablenz ist verheiratet und Vater von vier Kindern.

## Auszeichnungen
- Mitte September 1999 wurde Carl von Gablenz als Vorstandsvorsitzender stellvertretend für die Cargolifter AG als Entrepreneur des Jahres ausgezeichnet.[10]

## Schriften
- Carl-Heinrich Gablenz: Die Haftung der Banken bei Einschaltung Dritter: Eine rechtsvergleichende, rechtsdogmatische und rechtstatsächliche Untersuchung unter besonderer Berücksichtigung der Fragen der Substitution bei Besorgung fremder Geschäfte. München, Beck 1983, ISBN 978-3-406-09357-9.